# Hassar affinis
Hassar affinis, conhecido popularmente como bacu, bacu-comum, bacu-pedra ou focinho-de-porco, é uma espécie de bagre de água doce da família Doradidae. É uma espécie nativa de bacias hidrográficas do Brasil, com importância significativa na pesca comercial e de subsistência em sua área de ocorrência.

## Descrição morfológica
O bacu possui um corpo alongado e robusto, que pode atingir cerca de 20 a 25 centímetros de comprimento padrão. O corpo é coberto por uma fileira de placas ósseas laterais, cada uma com um espinho afiado voltado para trás, que formam uma "armadura" característica da família Doradidae. A coloração geral do corpo é prateada a acinzentada, com o dorso mais escuro e o ventre esbranquiçado. A cabeça é cônica e o focinho é proeminente. Possui três pares de barbilhões sensoriais ao redor da boca (um par maxilar e dois pares mentonianos), que auxiliam na localização de alimento no substrato. A nadadeira adiposa é bem desenvolvida.

## Distribuição e habitat
Hassar affinis é endêmico de bacias hidrográficas do Brasil, ocorrendo principalmente em rios do Nordeste e da transição para a região Norte. Sua distribuição abrange as bacias dos rios Parnaíba, Mearim, Itapecuru, Jaguaribe, Paraíba do Norte e Capibaribe. No estado do Maranhão, a espécie é abundante nas bacias dos rios Mearim e Itapecuru, onde representa um importante recurso pesqueiro.
Habita o leito de rios de médio a grande porte, preferindo áreas com substrato de areia e cascalho. É uma espécie de fundo (bentônica), que vive em cardumes.

## Biologia e ecologia

### Alimentação
A dieta de Hassar affinis é onívora, com tendência à insetivoria. Alimenta-se principalmente de larvas de insetos aquáticos (como Chironomidae e Ephemeroptera), pequenos crustáceos e detritos orgânicos que encontra remexendo o substrato com o focinho e os barbilhões.

### Comportamento e reprodução
O bacu é uma espécie gregária que forma grandes cardumes, especialmente durante a época de reprodução, quando realiza migrações rio acima, um comportamento conhecido como piracema. A reprodução está associada ao período chuvoso e ao aumento do nível dos rios. Acredita-se que, assim como outras espécies do gênero, construa ninhos com folhas e detritos vegetais para proteger seus ovos. É conhecido por produzir sons audíveis através da rotação de suas nadadeiras peitorais, utilizados para comunicação dentro do cardume.

## Importância econômica
Hassar affinis é uma das espécies de maior importância na pesca artesanal e de subsistência nas bacias onde ocorre, especialmente nos estados do Piauí e Maranhão. É altamente apreciado por sua carne saborosa, sendo consumido frito, cozido ou em caldos. Durante o período da piracema, sua captura se intensifica, tornando-se uma fonte de renda fundamental para muitas comunidades ribeirinhas. A pesca excessiva durante a migração reprodutiva, no entanto, representa uma ameaça às suas populações.

## Estado de conservação
A espécie Não foi Avaliada (NE) pela União Internacional para a Conservação da Natureza (IUCN). Apesar de ser localmente abundante, suas populações enfrentam ameaças significativas, como a sobrepesca (especialmente durante a piracema), a construção de barragens que interrompem suas rotas migratórias e o assoreamento dos rios. A gestão sustentável da pesca e a conservação dos habitats fluviais são essenciais para garantir a sobrevivência da espécie a longo prazo.